# Składy drużyn olimpijskich w piłce siatkowej kobiet 1996
Artykuł grupuje składy wszystkich reprezentacji narodowych w piłce siatkowej, które wystąpiły w turnieju siatkówki kobiet na Letnich Igrzyskach Olimpijskich w 1996 roku w Atlancie.

## Składy drużyn
| Numer | Imię i nazwisko  |
| ----- | ---------------- |
| 1     | Chieko Nakanishi |
| 2     | Motoko Obayashi  |
| 3     | Aki Nagatomi     |
| 4     | Mika Yamauchi    |
| 5     | Tomoko Yoshihara |
| 6     | Chiho Torii      |
| 9     | Kazumi Nakamura  |
| 10    | Kiyomi Sakamoto  |
|       | Mika Saiki       |
| 12    | Asako Tajimi     |
| 13    | Kayo Hoshino     |
| 17    | Ikumi Ogake      |

| Numer | Imię i nazwisko |
| ----- | --------------- |
| 1     | Yoo Yon-kyung   |
| 4     | Jang Yun-hui    |
| 5     | Lee Su-jeong    |
| 6     | Gang Hye-mi     |
| 8     | Chung Sun-hye   |
| 9     | Kim Nam-sun     |
| 10    | Park Su-jeong   |
| 11    | Hong Ji-yeon    |
| 12    | Lee Soo-jeong   |
| 14    | Eoh Yeon-soon   |
| 15    | Jang So-yeon    |
| 16    | Choi Gwang-hui  |

| Numer | Imię i nazwisko             |
| ----- | --------------------------- |
| 1     | Sara Joya Lobaton           |
| 2     | Iris Falcon Dorita          |
| 4     | Veronica Contreras Flores   |
| 6     | Paola Ramos Ydora           |
| 7     | Milagros Camere Puga        |
| 8     | Milagros Moy Alvarado       |
| 9     | Sandra Rodriguez Villanueva |
| 10    | Luren Baylon Francis        |
| 11    | Marjorie Vilchez Sojo       |
| 12    | Leyla Chihuan Contreras     |
| 14    | Yulissa Zamudio Orl         |
| 17    | Yolanda Delgado Prada       |

| Numer | Imię i nazwisko    |
| ----- | ------------------ |
| 1     | Yumilka Ruiz       |
| 2     | Marlenis Costa     |
| 3     | Mireya Luis        |
| 4     | Lilia Izquierdo    |
| 5     | Idalmis Gato       |
| 6     | Raisa O'Farrill    |
| 8     | Regla Bell         |
| 10    | Regla Torres       |
| 12    | Taimaris Aguero    |
| 14    | Ana Ibis Fernandez |
| 15    | Magalys Carvajal   |
| 16    | Mirka Fernandez    |

| Numer | Imię i nazwisko |
| ----- | --------------- |
| 1     | Lai Yawen       |
| 2     | Li Yan          |
| 3     | Cui Yongmei     |
| 4     | Zhu Yunying     |
| 5     | Wu Yongmei      |
| 6     | Wang Yi         |
| 7     | He Qi           |
| 8     | Pan Wenli       |
| 9     | Liu Xizoning    |
| 10    | Wang Ziling     |
| 11    | Sun Yue         |
| 13    | Wang Lina       |

| Numer | Imię i nazwisko             |
| ----- | --------------------------- |
| 1     | Walentina Ogijenko          |
| 2     | Natalia Morozowa            |
| 3     | Marina Nikulina             |
| 4     | Jelena Batuktina-Tiurina    |
| 5     | Irina Smirnowa-Ilczenko     |
| 6     | Lena Godina                 |
| 7     | Tatiana Mienszowa           |
| 8     | Jewgienija Artamonowa-Estes |
| 9     | Jelizawieta Tiszczenko      |
| 11    | Julia Timonowa              |
| 12    | Tatiana Graczewa            |
| 14    | Lubow Sokołowa-Szaszkowa    |

| Numer | Imię i nazwisko      |
| ----- | -------------------- |
| 1     | Diane Ratnik         |
| 2     | Josee Cerbeil        |
| 4     | Katrina von Sass     |
| 5     | Brigitte Soucy       |
| 7     | Erminia Russo        |
| 8     | Michelle Sawatzky    |
| 9     | Janis Kelly          |
| 10    | Lori Ann Mundt       |
| 12    | Kathy Tough          |
| 13    | Wanda Guenette       |
| 14    | Christine Stark      |
| 15    | Kerri Ann Buchberger |

| Numer | Imię i nazwisko     |
| ----- | ------------------- |
| 1     | Susanne Lahme       |
| 3     | Tanja Hart          |
| 4     | Constance Radfan    |
| 5     | Sylvia Roll         |
| 8     | Ute Steppin         |
| 9     | Karin Horninger     |
| 10    | Ines Pianka         |
| 11    | Christina Schultz   |
| 12    | Claudia Wilke       |
| 15    | Nancy Celis         |
| 17    | Grit Jensen-Naumann |
| 18    | Hanka Pachale       |

| Numer | Imię i nazwisko    |
| ----- | ------------------ |
| 1     | Jerine Fleurke     |
| 3     | Saskia van Hintum  |
| 4     | Erna Brinkman      |
| 5     | Cintha Boersma     |
| 7     | Irena Machovcak    |
| 9     | Marjolein de Jong  |
| 10    | Henriёtte Weersing |
| 11    | Marrit Leenstra    |
| 12    | Elles Leferink     |
| 13    | Claudia van Thiel  |
| 14    | Riёtte Fledderus   |
| 15    | Ingrid Visser      |

| Numer | Imię i nazwisko     |
| ----- | ------------------- |
| 2     | Ana Moser           |
| 4     | Ana Ida Alvares     |
| 5     | Ana Paula Connelly  |
| 8     | Leila Barros        |
| 9     | Hilma Caldeira      |
| 10    | Virna Dias          |
| 11    | Marcia Fu Cunha     |
| 12    | Ericleia Bodzak     |
| 13    | Ana Flavia Sanglard |
| 14    | Fernanda Venturini  |
| 15    | Helia Souza "Fofão" |
| 17    | Sandra Suruagy      |

| Numer | Imię i nazwisko        |
| ----- | ---------------------- |
| 1     | Tonya Sanders-Williams |
| 2     | Yoko Zetterlund        |
| 3     | Paula Weishoff         |
| 4     | Caren Kemner           |
| 5     | Lori Endicott          |
| 6     | Kristin Klein          |
| 7     | Beverly Oden           |
| 8     | Tammy Webb-Liley       |
| 9     | Elaina Oden            |
| 10    | Danielle Scott-Arruda  |
| 13    | Tara Cross-Battle      |
| 15    | Elaine Youngs          |

| Numer | Imię i nazwisko      |
| ----- | -------------------- |
| 1     | Olga Kolomijets      |
| 2     | Vita Mateszyk        |
| 3     | Maria Poliakowa      |
| 4     | Olena Sidorenko      |
| 5     | Tatiana Iwaniuszkina |
| 6     | Regina Myloserdowa   |
| 7     | Ałła Krawets         |
| 8     | Olga Pawłowa         |
| 10    | Natalia Bozenowa     |
| 12    | Oleksandra Fomina    |
| 13    | Julia Bujewa         |
| 14    | Olena Krywonosowa    |